# Acanthaspidia sulcatacornia
Acanthaspidia sulcatacornia is een pissebed uit de familie Acanthaspidiidae. De wetenschappelijke naam van de soort is voor het eerst geldig gepubliceerd in 1967 door Menzies & Schultz.